# Lindesnes
Lindesnes és un municipi situat al comtat d'Agder, Noruega. Té 4.943 habitants (2016) i té una superfície de 317 km². El centre administratiu del municipi és el poble de Vigeland.